# 2021年11月19日月食
2021年11月19日月食为一次在协调世界时2021年11月19日出現的月偏食。該次月食半影食分為2.098、全影食分為0.979。偏食維持了105分。

## 概述
這次月食的食分是3.67，偏食維持了105分。这次偏食的時間持续了约3小时28分，是20世纪至22世纪发生的最长的一次月偏食。

## 基本參數
- 類型：月偏食
- 食甚資料：
  - 日期：2021年11月19日
  - 時間：9:03
  - 月球位置：赤經3.67度、赤緯19.度
  - 食分：半影食分：2.098、全影食分：0.979
  - 持續時間：偏食105分

|            |
| 能見度地圖 |

## 觀測

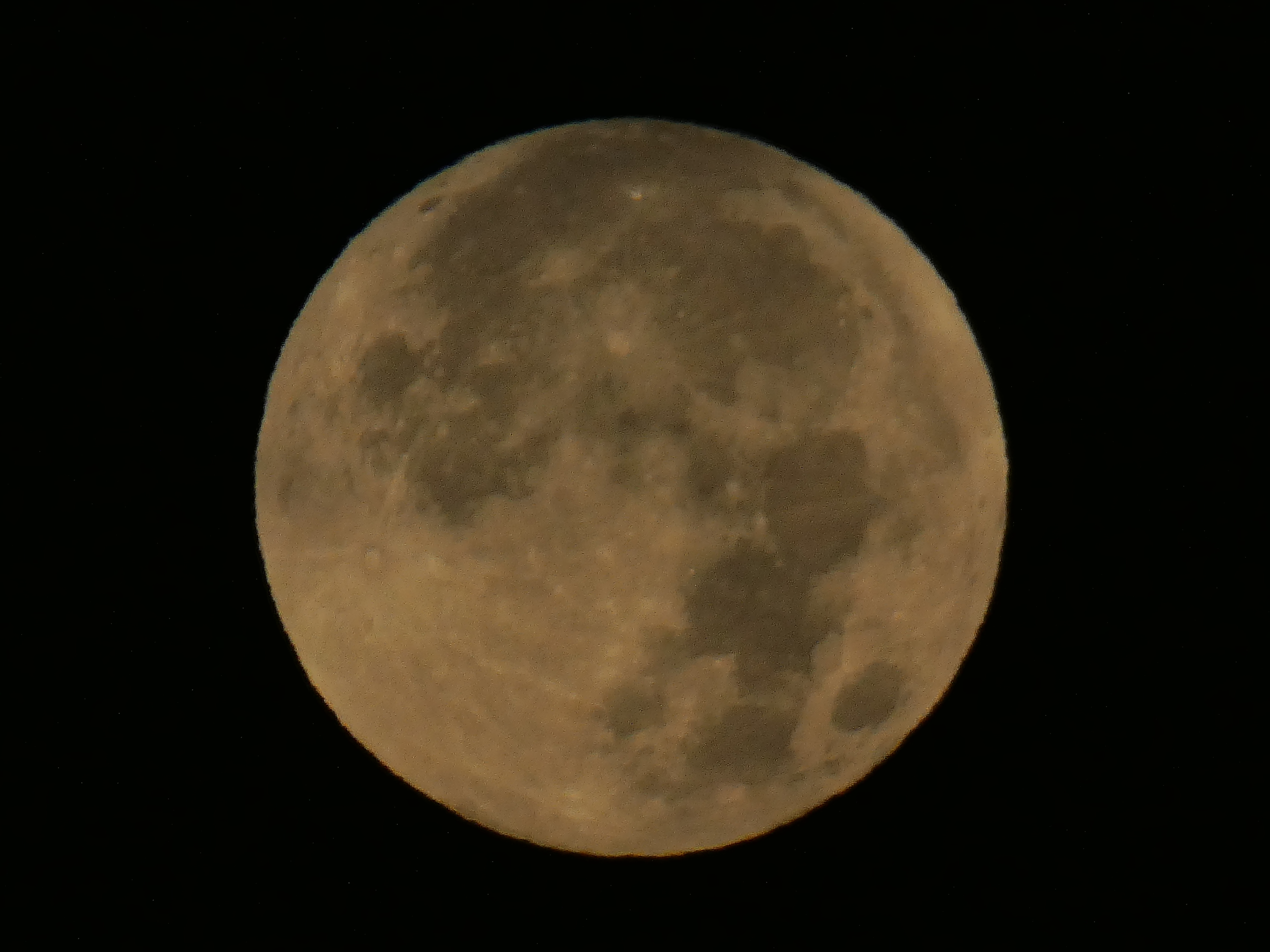
西班牙马德里，7:29 UTC
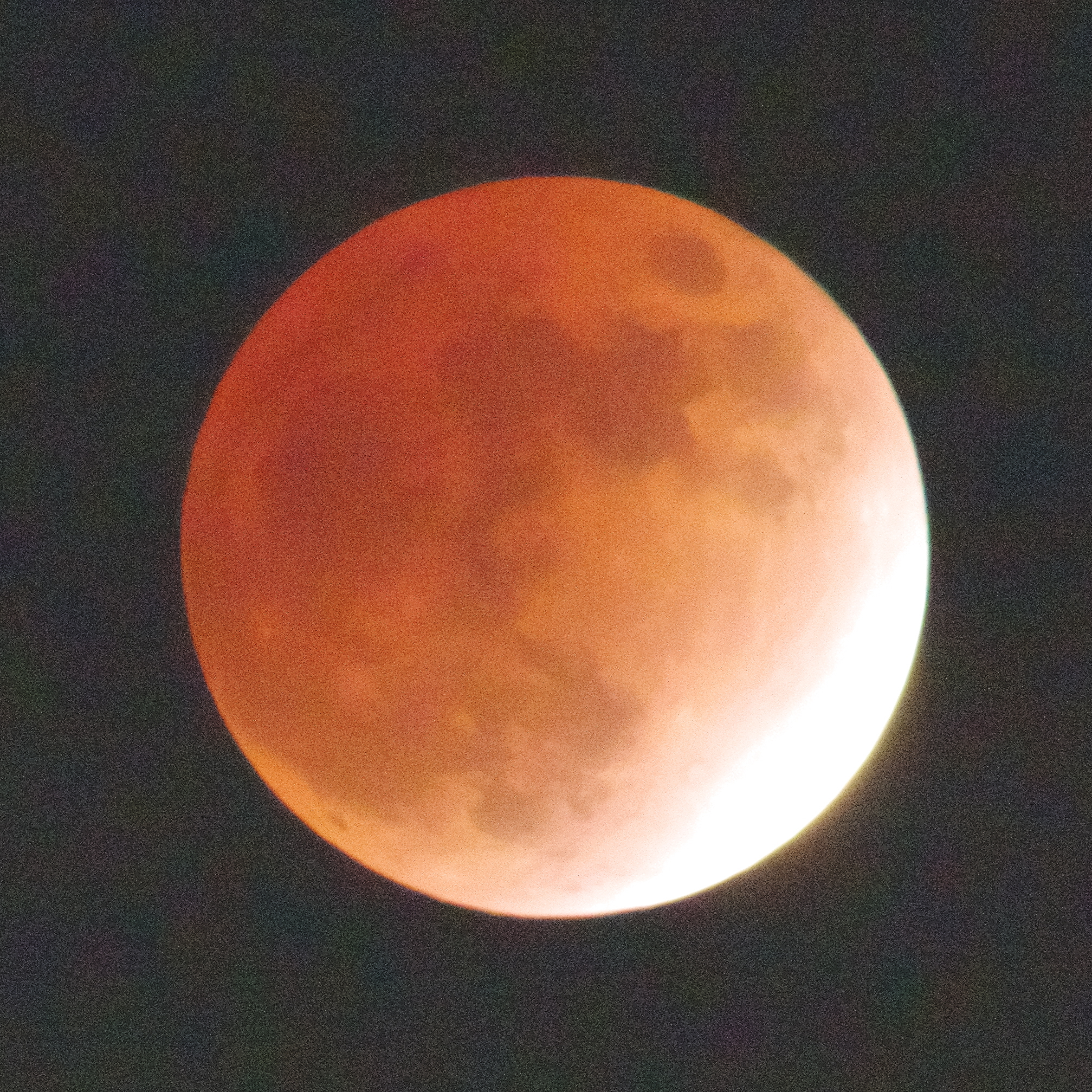
日本奈良市，8:51 UTC
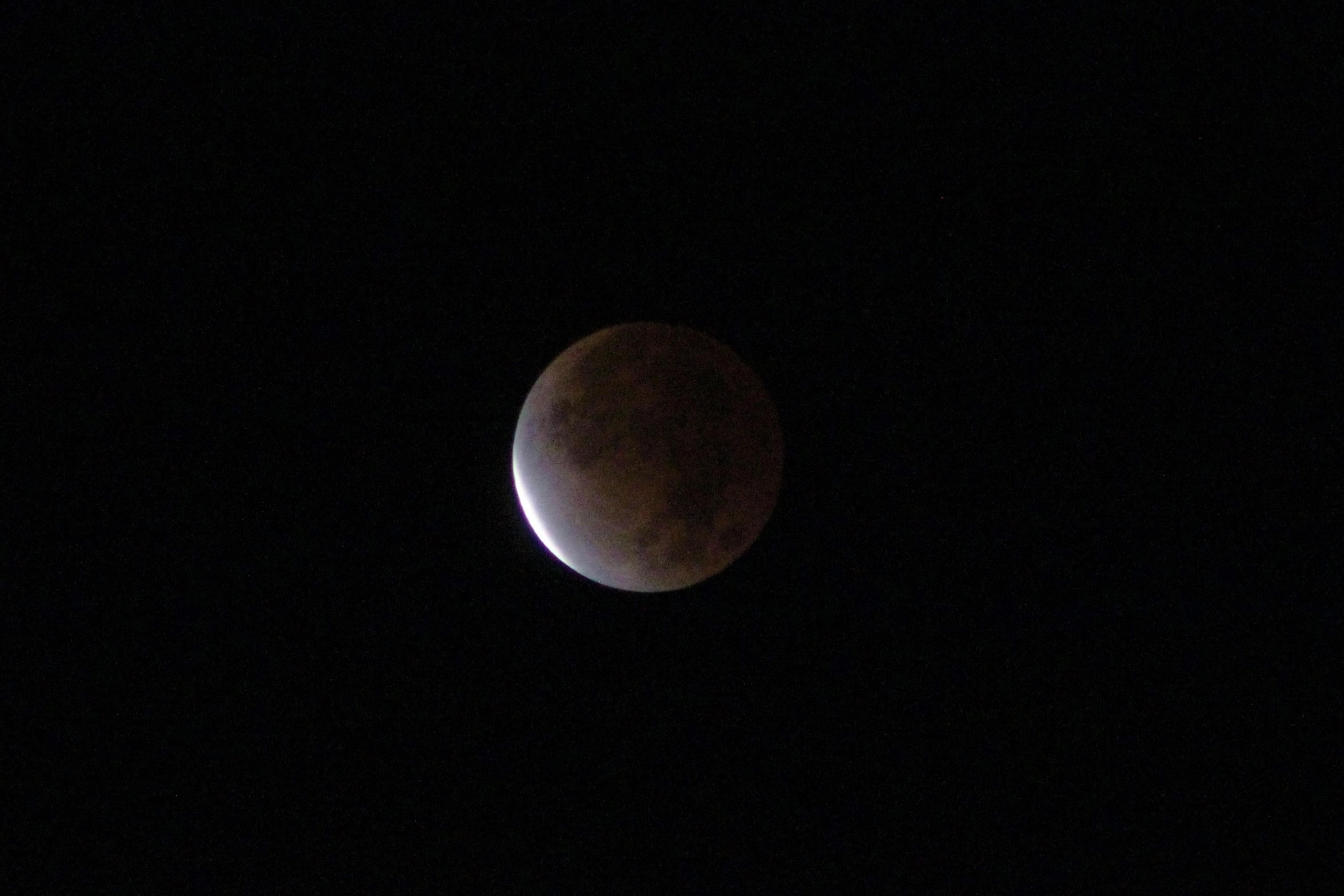
加拿大多伦多，8:53 UTC
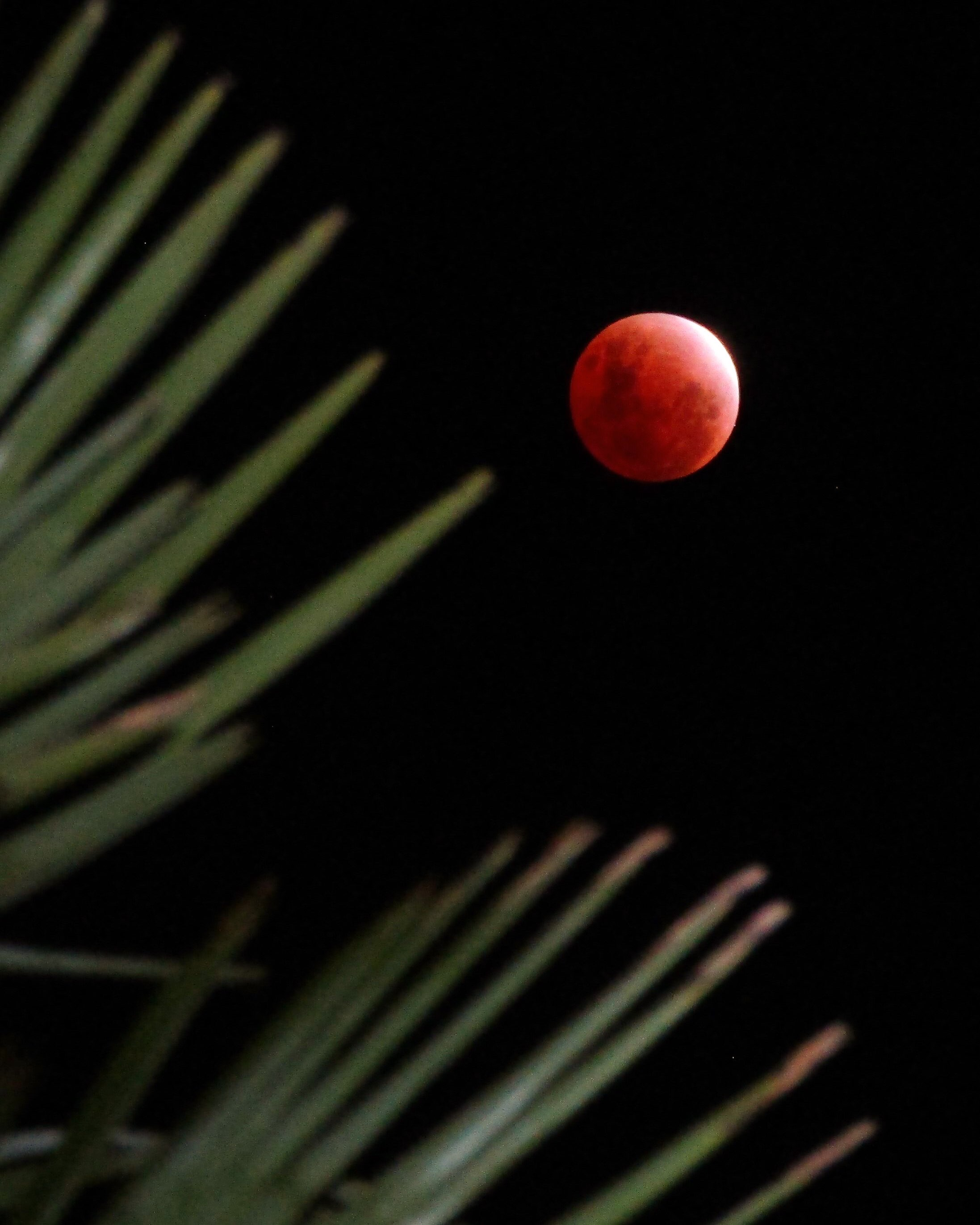
紐西蘭新普利茅斯，9:03 UTC
美國新墨西哥州圣菲，9:03 UTC
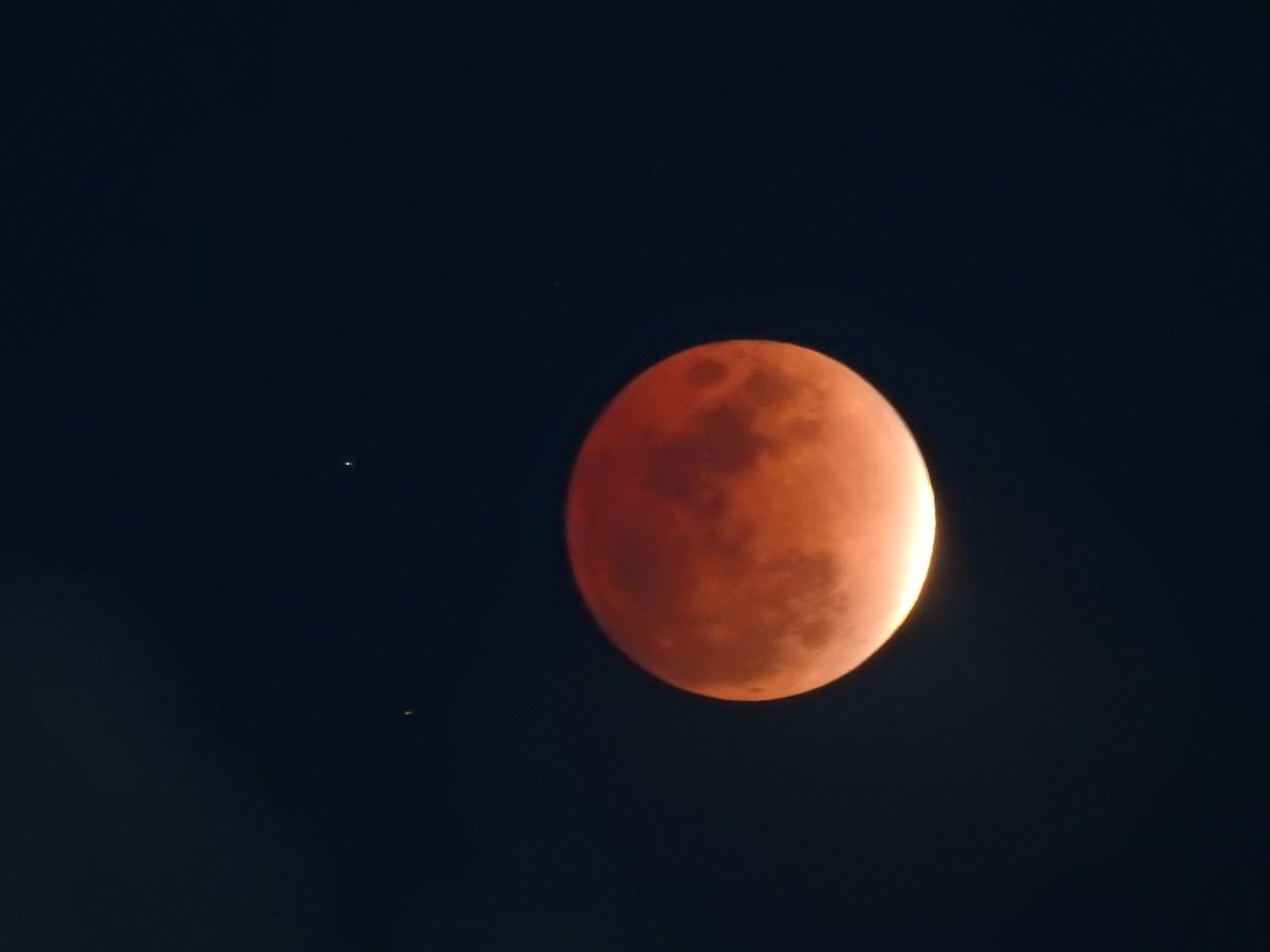
印尼查亚普拉，9:04 UTC
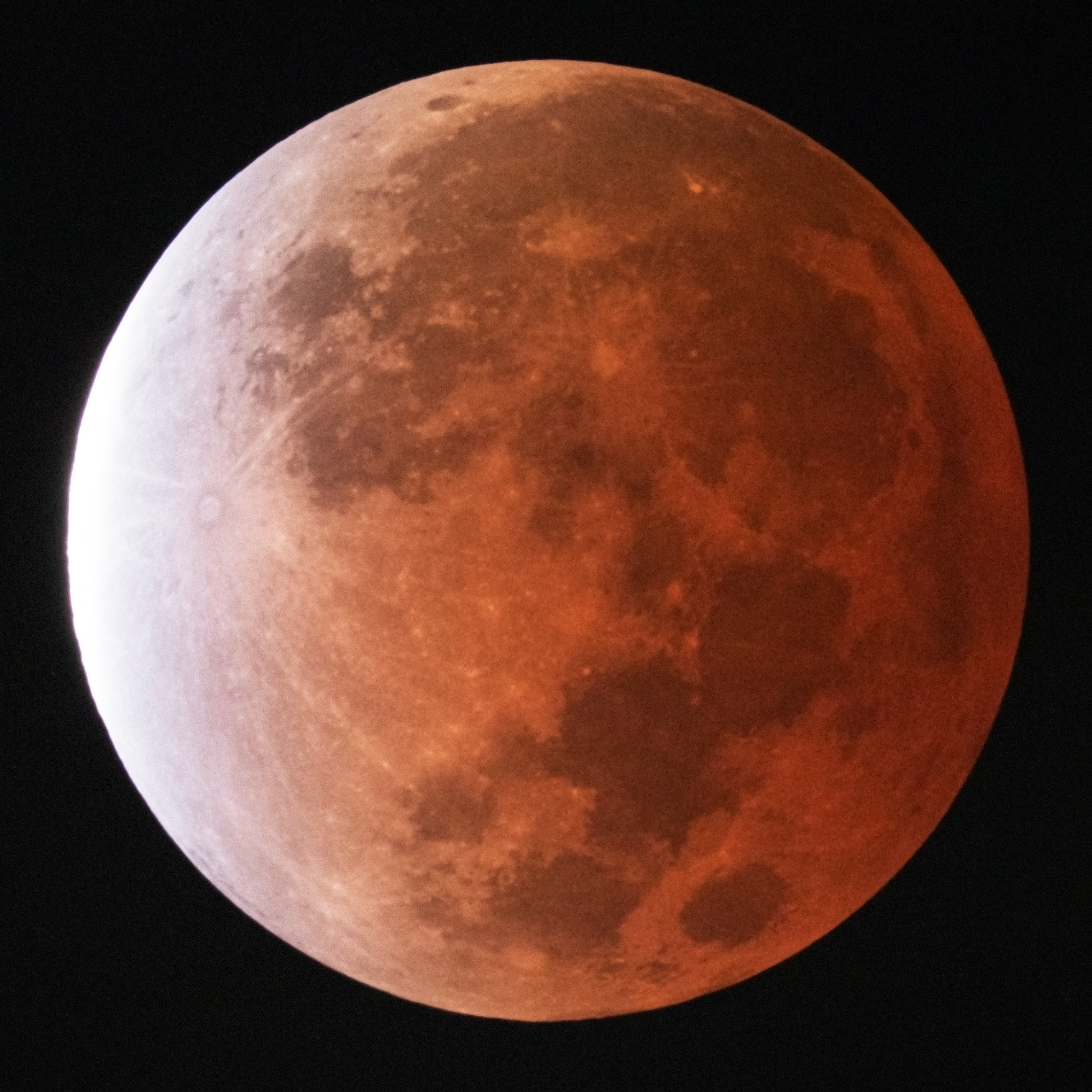
墨西哥墨西哥城，9:08 UTC
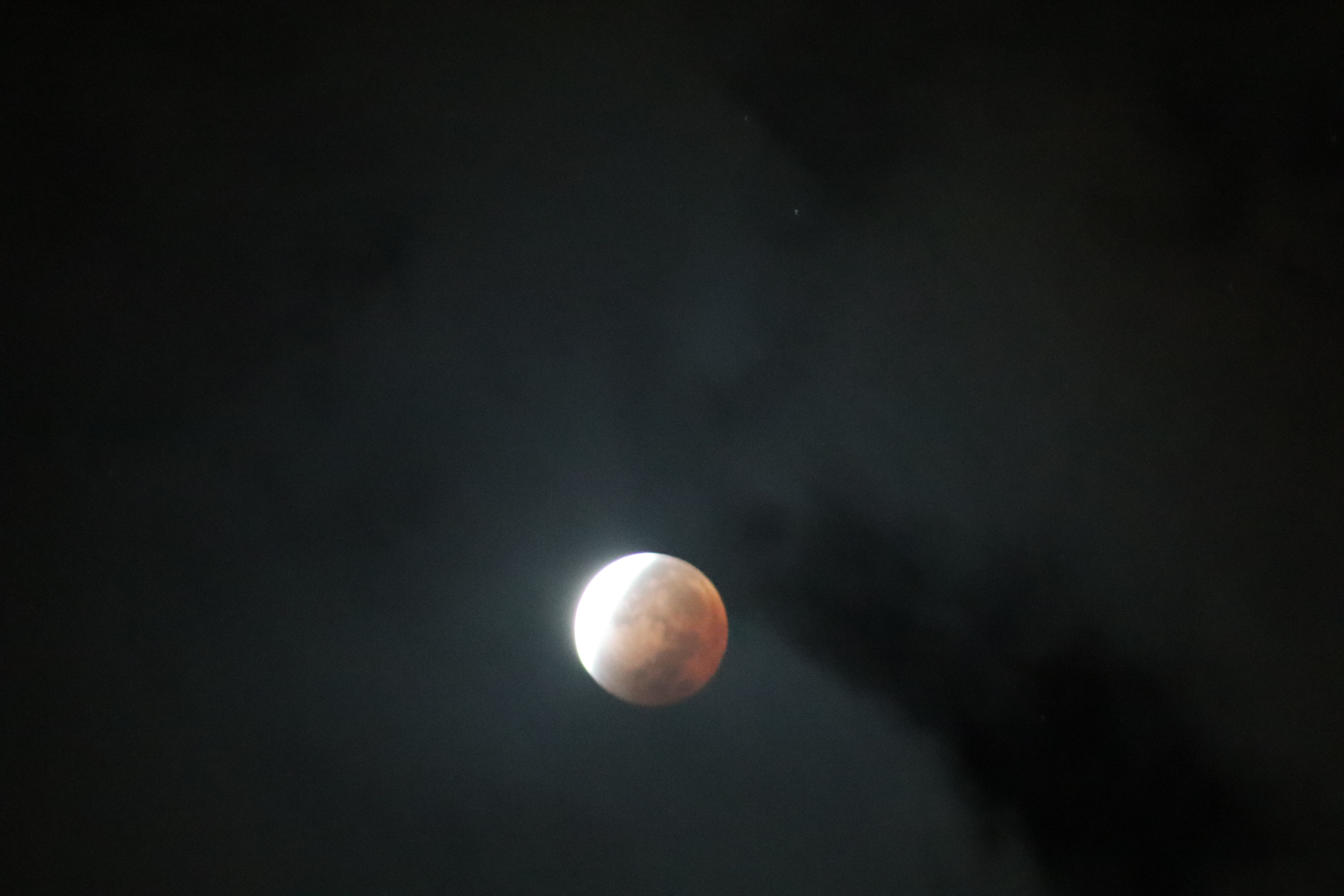
美國俄亥俄州代顿，9:25 UTC
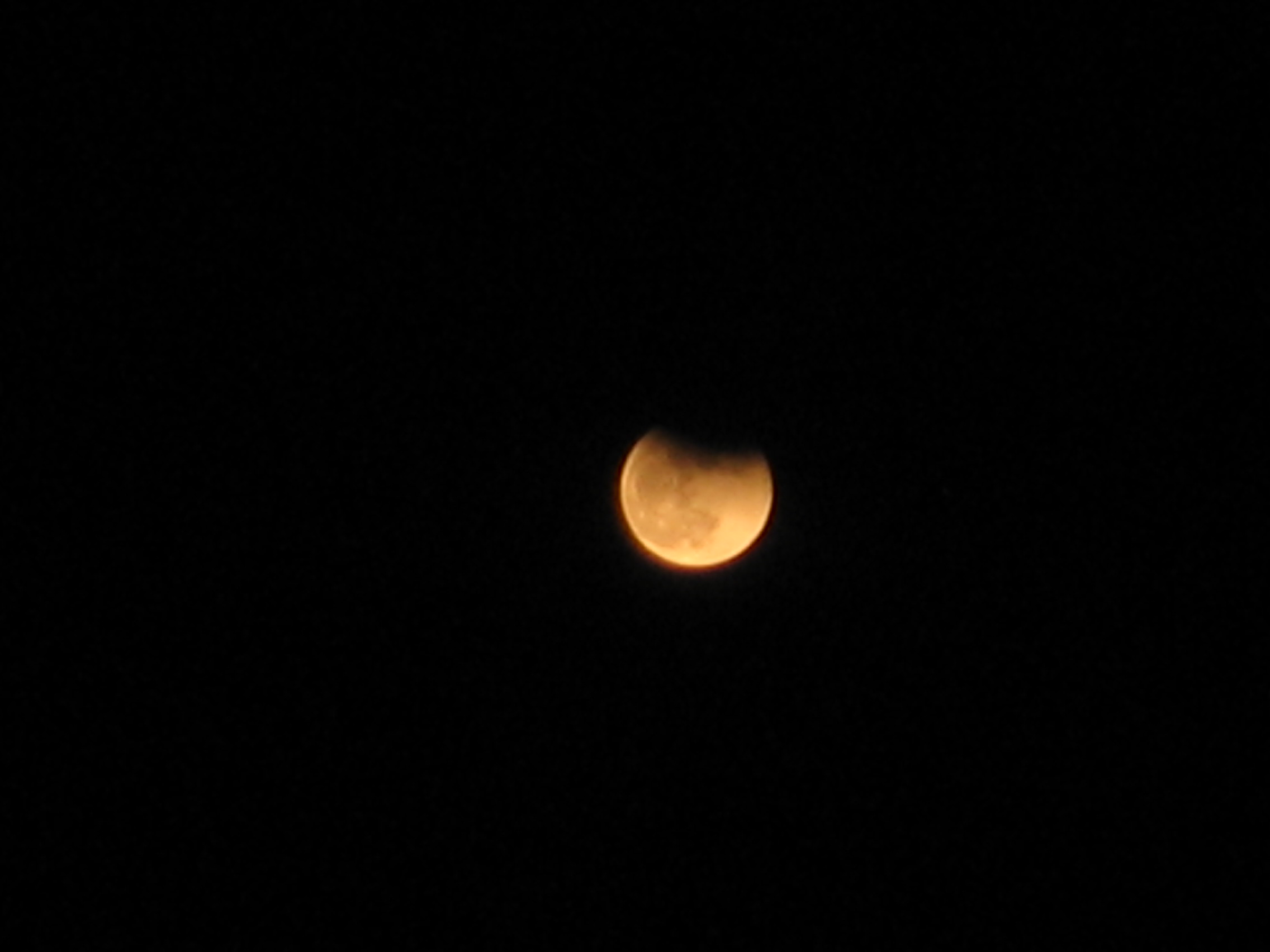
中國合肥市，10:35 UTC
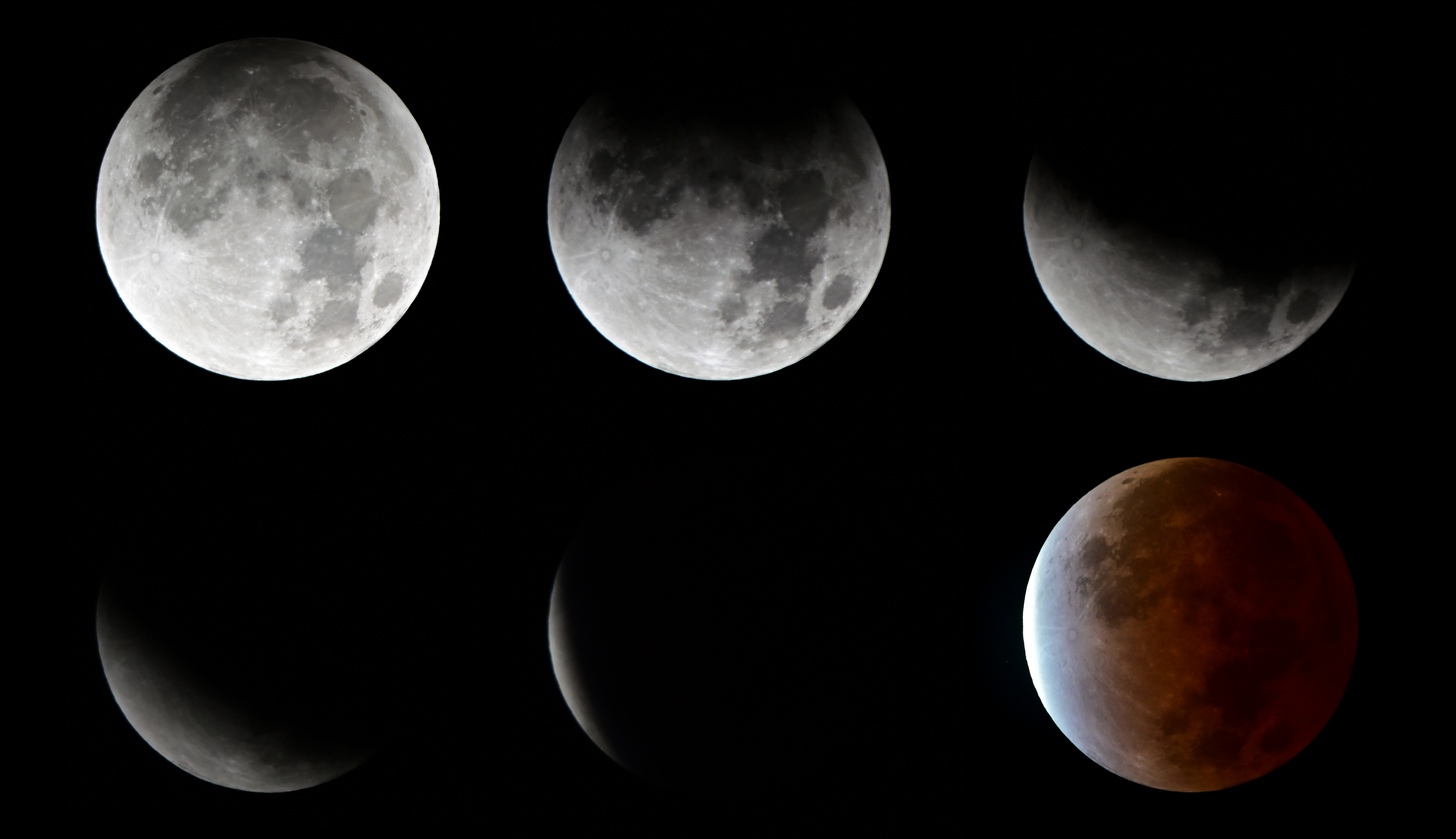
美國德克萨斯州觀測到的月食過程
- 自山东潍坊拍摄的240倍速延时摄影，开始于10:31 UTC

## 外部連結
- NASA月食專頁（页面存档备份，存于）（英文）